# A Kongó mederviszonyai
Alsó-Kongó, Livingstone-vízesés, Kinshasa és Brazzaville
| A mérés helye, koordináta                                                        | Meder- szélesség (m) | Átlagos mélység (m) | Max mélység (m) |
| -------------------------------------------------------------------------------- | -------------------- | ------------------- | --------------- |
| d. sz. 5° 08′ 55″, k. h. 13° 59′ 20″5.148694°S 13.989028°E                       | 1070                 | 49,3                | 87,1            |
| Ile Soka d. sz. 5° 08′ 30″, k. h. 13° 59′ 28″5.141778°S 13.991083°E              | 1020                 | 57,4                | 92,9            |
| d. sz. 5° 02′ 57″, k. h. 13° 59′ 28″5.049250°S 13.991167°E                       | 450                  |                     | 165             |
| Bulu d. sz. 5° 01′ 50″, k. h. 14° 01′ 37″5.030417°S 14.027000°E                  | 429                  | 62,3                | 102             |
| d. sz. 5° 01′ 59″, k. h. 14° 01′ 37″5.032944°S 14.027000°E                       | 384                  | 43,2                | 78,1            |
| d. sz. 5° 02′ 08″, k. h. 14° 01′ 50″5.035500°S 14.030639°E                       | 388                  | 44,1                | 78,5            |
| Ile Banza d. sz. 5° 02′ 21″, k. h. 14° 02′ 09″5.039056°S 14.035889°E             | 540                  | 44,1                | 79,2            |
| Luozi d. sz. 4° 56′ 51″, k. h. 14° 09′ 21″4.947417°S 14.155889°E                 | 2190                 | 11,7                | 24,2            |
| Muhambi d. sz. 4° 55′ 38″, k. h. 14° 15′ 16″4.927361°S 14.254583°E               | 1010                 | 33,9                | 78,2            |
| Pioka d. sz. 4° 54′ 03″, k. h. 14° 24′ 18″4.900917°S 14.405056°E                 | 1460                 | 75,3                | 118             |
| Kinshasa, Brazzaville d. sz. 4° 16′ 47″, k. h. 15° 18′ 33″4.279806°S 15.309111°E | 3264                 | 9,0                 | 15,7            |

Közép-Kongó, Pool Malebo-Mbandaka, Kisangani
| A mérés helye, koordináta                                                             | Meder- szélesség (m) | Átlagos mélység (m) | Max mélység (m) |
| ------------------------------------------------------------------------------------- | -------------------- | ------------------- | --------------- |
| Maloukou d. sz. 4° 05′ 24″, k. h. 15° 30′ 39″4.090111°S 15.510861°E                   |                      | 14,8                | 36,3            |
| Léchia d. sz. 3° 52′ 43″, k. h. 15° 55′ 12″3.878722°S 15.919889°E                     |                      | 21,5                | 50,3            |
| Kounzoulou, Miranda d. sz. 3° 33′ 19″, k. h. 16° 05′ 32″3.555194°S 16.092278°E        |                      | 20,9                | 45,0            |
| Kunzulu d. sz. 3° 28′ 52″, k. h. 16° 07′ 18″3.481250°S 16.121750°E                    | 1540                 | 16,8                |                 |
| Kwamouth d. sz. 3° 11′ 24″, k. h. 16° 11′ 10″3.189917°S 16.186000°E                   | 1905                 | 12,7                |                 |
| Kasai a torkolatnál d. sz. 3° 10′ 36″, k. h. 16° 11′ 42″3.176778°S 16.194861°E        | 606                  | 12,7                |                 |
| Kongó a Kasai torkolatánál d. sz. 3° 09′ 60″, k. h. 16° 10′ 52″3.166583°S 16.181028°E | 1851                 | 12,9 15,3           | 39,9            |
| Mbali, Mosebwaka d. sz. 2° 48′ 34″, k. h. 16° 11′ 40″2.809417°S 16.194472°E           |                      | 8,4                 | 26,7            |
| Bouemba d. sz. 2° 12′ 23″, k. h. 16° 10′ 49″2.206361°S 16.180278°E                    |                      | 7,0                 | 22,2            |
| Bolobo d. sz. 2° 09′ 28″, k. h. 16° 12′ 16″2.157917°S 16.204583°E                     | 4119                 | 7,2                 |                 |
| Yumbi d. sz. 1° 52′ 16″, k. h. 16° 30′ 43″1.870972°S 16.512056°E                      |                      | 7,1                 | 19,7            |
| Bounda d. sz. 1° 37′ 56″, k. h. 16° 37′ 59″1.632083°S 16.633167°E                     |                      | 8,0                 | 19,7            |
| Mossaka d. sz. 1° 14′ 22″, k. h. 16° 47′ 44″1.239500°S 16.795694°E                    |                      | 7,6                 | 19,2            |
| Lukolela d. sz. 1° 03′ 14″, k. h. 17° 08′ 58″1.053750°S 17.149444°E                   | 1757                 | 8,0 11,7            | 32,0            |
| Bweta, Manga d. sz. 0° 54′ 39″, k. h. 17° 23′ 27″0.910889°S 17.390861°E               | 1865 5083            | 6,1 5,0             |                 |
| Yambe d. sz. 0° 43′ 38″, k. h. 17° 33′ 03″0.727361°S 17.550806°E                      | 2468                 | 11,8                |                 |
| Liranga d. sz. 0° 41′ 00″, k. h. 17° 36′ 44″0.683444°S 17.612139°E                    |                      | 7,9                 | 32,7            |
| Bomenenge, Mikuka d. sz. 0° 25′ 58″, k. h. 17° 50′ 13″0.432806°S 17.837028°E          |                      | 7,6                 | 23,7            |
| Mbandaka é. sz. 0° 01′ 17″, k. h. 18° 13′ 11″0.021500°N 18.219694°E                   |                      | 8,5                 | 31,8            |
| Kisangani é. sz. 0° 30′ 22″, k. h. 25° 11′ 03″0.506139°N 25.184278°E                  | 1440                 | 6,0 7,5             |                 |